# 市橋駅 (岐阜県)
市橋駅（いちはしえき）は、かつて岐阜県大垣市南市橋町にあった西濃鉄道市橋線の貨物駅（廃駅）である。市橋線の終点駅であった。また、戦前の一時期は旅客駅でもあった。
当駅より石灰石輸送が行なわれていた。西濃鉄道は、現在旅客扱いを行わない貨物専業鉄道となっているが、戦前・戦中にあたる1930年（昭和5年） - 1945年（昭和20年）の間は鉄道省初のガソリンカー（キハニ5000形）を用いて、鉄道省東海道本線支線（大垣駅 - 美濃赤坂駅間）から直通する旅客列車を運行しており、当駅まで乗り入れていた。美濃赤坂駅の構内配線の関係上、市橋線に乗り入れる旅客列車は美濃赤坂駅のホーム（行き止まり式）に発着できず、同駅を通過扱いにしていたという。
旅客営業の廃止後も貨物駅としては引き続き営業していたが、1989年頃からは実質上休止となり、2006年（平成18年）に廃駅となった。

## 歴史
- 1928年（昭和3年）12月17日：美濃赤坂 - 当駅間の開業に際し終点駅として開設[2]。貨物営業のみであった[3]。
- 1930年（昭和5年）2月1日：美濃赤坂 - 当駅間で旅客営業開始。国鉄線からガソリンカー直通運転[4][5]。大垣 - 当駅間7往復の運行であった。
- 1934年（昭和9年）5月頃：赤坂本町 - 当駅間の旅客営業の休止を申請。受理はされなかったという。
- 1935年（昭和10年）6月16日：赤坂本町 - 当駅間の旅客営業廃止。貨物営業のみとなる[6]。
- 2006年（平成18年）3月31日：猿岩 - 当駅間廃止に伴い廃駅[2]。

## 駅構造
旅客駅当時の駅施設は不明であるが、1面1線のホームと推測される。貨物取り扱いが実質休止した当時は、本線と3本の側線があり、石灰石を積むためのホッパーが存在した。引き込み線は貨車や緩急車の留置場として使用されていた。
| ← 美濃赤坂駅 | 乙女坂駅・猿岩駅・市橋駅 構内配線の変遷 |  |
| 凡例 出典:   |                                         |  |

## 駅周辺
- 河合石灰工業
- 清水工業市橋工場
- 国道417号
- 杭瀬川

## 廃止後の状況
- 線路以外の施設はすべて撤去されている。残された線路も順次撤去されているという。

## 隣の駅
西濃鉄道
市橋線
（貨）猿岩駅 - （貨）市橋駅